# 김판술
김판술(金判述, 1909년 2월 22일 ~ 2009년 3월 31일)은 대한민국의 정치인, 공무원이었다. 전라북도 군산 출생인 그는 민주당 신파였고, 제2공화국 장면 내각에서는 보건사회부 장관이었다.

## 주요 경력
- 1948년 : 농림부 농정과장
- 1960년 : 보사부 장관
- 1961년 : 5.16 군사 정변으로 하야
- 1967년 : 신민당 창당에 참여
- 1967년 : 신민당 지도위원
- 1987년 : 평화민주당 고문
- 3선 국회의원

## 기타
장면은 그를 농림부 장관으로 내정하였으나 5.16 군사정변으로 임명되지 못하였다.

## 역대 선거 결과
|  | 47.57% |

|  | 41.58% |

|  | 72.70% |

|  | 24.97% |

|  | 47.91% |

|  | 23.90% |

## 같이 보기
- 제1공화국
- 제2공화국
- 장면
- 윤보선
- 곽상훈
- 박순천
- 현석호
- 장준하
- 정일형
- 이홍렬
- 선우종원
- 주요한